# Bigen
Bigen（ビゲン）は、ヘアカラーリング剤メーカーのホーユーが製造・販売する、中・高年層をターゲットにした白髪用ヘアカラーのブランド名である。
女性用はBigen（ビゲン）、男性用はMen's Bigen（メンズビゲン）と呼称されている。
2007年に発売50周年を迎え、国内出荷本数が10億本に達したロングセラー商品である。
また世界約70ヶ国で販売されている、ヘアカラーブランドである。
ビゲンは2017年9月に「いい髪色で暮らそう」、メンズビゲンは2021年3月に「白髪ケアにも、あなたらしさを」というブランドメッセージを制定している。

## 名前の由来
「美人」の「美」とホーユーが以前発売していた白髪染め「元禄」の「元」を併せて、カタカナにした名前である。
だが、後に中国で発売する際に「美元」とすると、アメリカドルという意味に取られてしまうため、「美源」として中国では発売されている。
この事により、現在では「美しい源→美源→ビゲン」という意味に置き換えられている。

## 歴史
- 1957年（昭和32年）：粉末白髪染め「ビゲン」発売。
- 1963年（昭和38年）：「ハイビゲン」発売。
- 1965年（昭和40年）：「ビゲン パール」発売。タイで「ビゲン」（漢字名：「美源」）発売。
- 1969年（昭和44年）：ベネズエラで「ビゲン」発売。
- 1971年（昭和46年）：「ビゲン ヘアカラー」発売。
- 1976年（昭和51年）：「ビゲン エリート」発売。
- 1978年（昭和53年）：「ビゲン スプレータッチ」発売。
- 1979年（昭和54年）：「ビゲン クリーミーヘアカラー」発売。
- 1984年（昭和59年）：「ビゲン クリームトーン」発売。香港で「ビゲン スピーディーヘアカラーコンディショナー」（「メンズビゲン スピーディーカラー」のルーツになった商品）発売。
- 1985年（昭和60年）：「ビゲン エレガンスクリームトーン」発売。
- 1986年（昭和61年）：イタリア、メキシコで「ビゲンII」（日本では「ビゲン エリート」に相当）発売。
- 1987年（昭和62年）：「メンズビゲン スピーディーカラー」発売。
- 1989年（平成元年）：「レディースビゲンスピーディー」発売。
- 1991年（平成3年）：「ビゲン カラートリートメント」発売。
- 1994年（平成6年）：「ビゲン早染め」、「ビゲン ヘアマニキュア」、「ビゲン ワンプッシュ」発売。
- 1997年（平成9年）：「メンズビゲン プレミアムカラー」発売。
- 1998年（平成10年）：「メンズビゲン ナチュラルカラームース」発売。
- 2001年（平成13年）：「ビゲン 香りのヘアカラー」発売。
- 2002年（平成14年）：「メンズビゲン ワンプッシュ」発売。米国で「ビゲン エクスプレッシブ」（日本では「ビゲン エリート」に相当）発売。
- 2003年（平成15年）：台湾で「美源 花果香クリーム」（日本では「ビゲン 香りのヘアカラー」に相当）発売。インドで「ビゲン メンズスピーディーカラー」発売。
- 2004年（平成16年）：韓国で「ビゲン クリームトーン」発売。
- 2005年（平成17年）：シンガポールで「ビゲン シルクタッチ」（日本では未発売）発売。「ビゲン生えぎわマーカー」を発売。
- 2006年（平成18年）：コロンビアで「ビゲン プラス」（日本では「ビゲン エリート」に相当）発売。
- 2008年（平成20年）：「レディースビゲンスピーディー」「ビゲン早染め」をリニューアルして、「ビゲン スピーディカラー」を発売。「ビゲン 生え際かくし」を発売。
- 2009年（平成21年）：「メンズビゲン ムースカラー」を発売。
- 2011年（平成23年）：「ビゲンヘアカラーDX クリーミーフォーム」を発売。
- 2013年（平成25年）：「メンズビゲン カラーリンス」を発売。
- 2014年（平成26年）：「ビゲン ヘアマスカラ」「メンズビゲン グレーヘア」を発売。
- 2015年（平成27年）：「ビゲン ポンプフォームカラー」を発売。
- 2016年（平成28年）：「ビゲン カラートリートメント」を発売。
- 2017年（平成29年）：「メンズビゲン ワンタッチカラー」を発売。
- 2019年（平成31年）：「ビゲン ポンプカラー」を発売。
- 2022年（令和4年）：「ビゲン グレイスタイル」を発売。
- 2023年（令和5年）：「ビゲン 泡クリームカラー」「ビゲン スキャルプエッセンス」を発売。
- 2024年（令和6年）：「ビゲン オイルパックカラー」「メンズビゲン TAKUMI」を発売。

## 現在発売中の商品

### Bigen ビゲン
- - ビゲン
  - ビゲン ヘアカラー
  - ビゲン 香りのヘアカラー（クリーム）
  - ビゲン 香りのヘアカラー（乳液）
  - ビゲン クリームトーン
  - ビゲン スピーディカラー（クリーム）
  - ビゲン スピーディカラー（乳液）
  - ビゲン ポンプカラー
  - ビゲン カラートリートメント
  - ビゲン ヘアマスカラ
  - ビゲン カラースプレー
  - ビゲン 泡クリームカラー
  - ビゲン オイルパックカラー
  - ビゲン グレイスタイル
    - ビゲン グレイスタイル グレイヘアトリートメント
    - ビゲン グレイスタイル ツートーンカバースプレー

  - ビゲン トリートメントシャンプー
  - ビゲン トリートメントリンス
  - ビゲン スキャルプエッセンス(通信販売限定商品)

### Men's Bigen メンズビゲン
- メンズビゲン
  - メンズビゲン スピーディーII
  - メンズビゲン ワンプッシュ
  - メンズビゲン グレーヘア
  - メンズビゲン TAKUMI
  - メンズビゲン カラーリンス
  - メンズビゲン カラーリンス トリプルプラス

## かつて発売されていた商品

### Bigen ビゲン
- ハイビゲン
- ビゲンパール
- ビゲンエリート
- ビゲン スプレータッチ
- ビゲン クリーミーヘアカラー
- ビゲン エレガンスクリームトーン
- レディースビゲンスピーディー
- ビゲン早染め
- ビゲン カラートリートメント
- ビゲン ヘアマニキュアジェル
- ビゲン ワンプッシュ
- ビゲン コーミングカラー
- ビゲン生えぎわマーカー
- ビゲン ヘアカラーDX クリーミーフォーム
- ビゲン ポンプフォームカラー
- ビゲン 生え際かくし

### Men's Bigen メンズビゲン
- メンズビゲン スピーディーカラー
- メンズビゲン プレミアムカラー
- メンズビゲン ムースカラー
- メンズビゲン ワンタッチカラー
- メンズビゲン クイックスティック
- メンズビゲン ナチュラルカラームース

## CM出演者

### 現在

#### Bigen ビゲン
- アンミカ - ビゲン 泡クリームカラー

#### Men's Bigen メンズビゲン
- 玉木宏 - メンズビゲン ワンプッシュ、メンズビゲン カラーリンス

### 過去

#### Bigen ビゲン
- 三波伸介 - ビゲン ヘアカラー、ビゲン エリート
- 春日三球・照代 - ビゲン エリート
- 八千草薫 - ビゲン ヘアカラー、ビゲン クリームトーン、ビゲン エレガンスクリームトーン
- 高島忠夫&寿美花代夫妻 - レディースビゲンスピーディー、メンズビゲン スピーディー
- 和田アキ子 - ビゲン　カラートリートメントＳ、ビゲン ヘアマニキュアジェル
- 市毛良枝 - レディースビゲンスピーディー
- 萬田久子 - レディースビゲンスピーディー
- 原日出子 - ビゲン早染め
- みのもんた - ビゲン コーミングカラー
- パラダイス山元 - ビゲン生えぎわマーカー（榊原郁恵と共演）
- 早見優 - ビゲン スピーディカラー
- 木佐彩子 - ビゲン ヘアカラーDX クリーミーフォーム
- 榊原郁恵 - ビゲン 香りのヘアカラー、ビゲン クリームトーン
- 菊池桃子 - ビゲン ポンプフォームカラー、ビゲン 香りのヘアカラー、ビゲン ヘアマスカラ
- 高橋里華 - ビゲン ヘアマスカラ
- 優香 - ビゲン ポンプフォームカラー、ビゲン 香りのヘアカラー、ビゲン　カラートリートメント
- 及川光博 - ビゲン 香りのヘアカラー
- 中尾ミエ、近藤サト - ビゲン グレイスタイル
- 寺島しのぶ - ビゲン 泡クリームカラー

#### Men's Bigen メンズビゲン
- 陣内孝則 - メンズビゲン ワンプッシュ、メンズビゲン ムースカラー
- パパイヤ鈴木 - メンズビゲン ワンプッシュ
- 定岡正二 - メンズビゲン ナチュラルカラームース
- 岩城滉一 - メンズビゲン グレーヘア
- 東幹久 - メンズビゲン ワンプッシュ、メンズビゲン ムースカラー、メンズビゲン カラーリンス
- 滝沢秀明 - メンズビゲン ワンタッチカラー
- 松岡昌宏 - メンズビゲン ワンプッシュ、メンズビゲン カラーリンス

### 舌禍でCM降板
メンズビゲン グレーヘアのイメージキャラクターを務めることになった岩城滉一が、2014年10月7日に行われた新CM発表会の席上でサッカー日本代表について、「最近の日本のサッカーを見ていると、こいつら何人なの？と思う。イタリアの選手とかは見ればイタリア人だなと分かるけど、日本の選手を見てると猿なのか、オランウータンなのか。（髪形なども）真似ばかりして、自分に合っているのかどうかが分かっていない。日本は真似以外のことができない」と述べた。
これに対し、岩城をCMに起用したホーユーの問い合わせ窓口やフェイスブックに抗議が寄せられ、ホーユーは2週間後、岩城のCM降板を決定。岩城が出演していたCMも放映中止となった。